# Габріель Дюмон

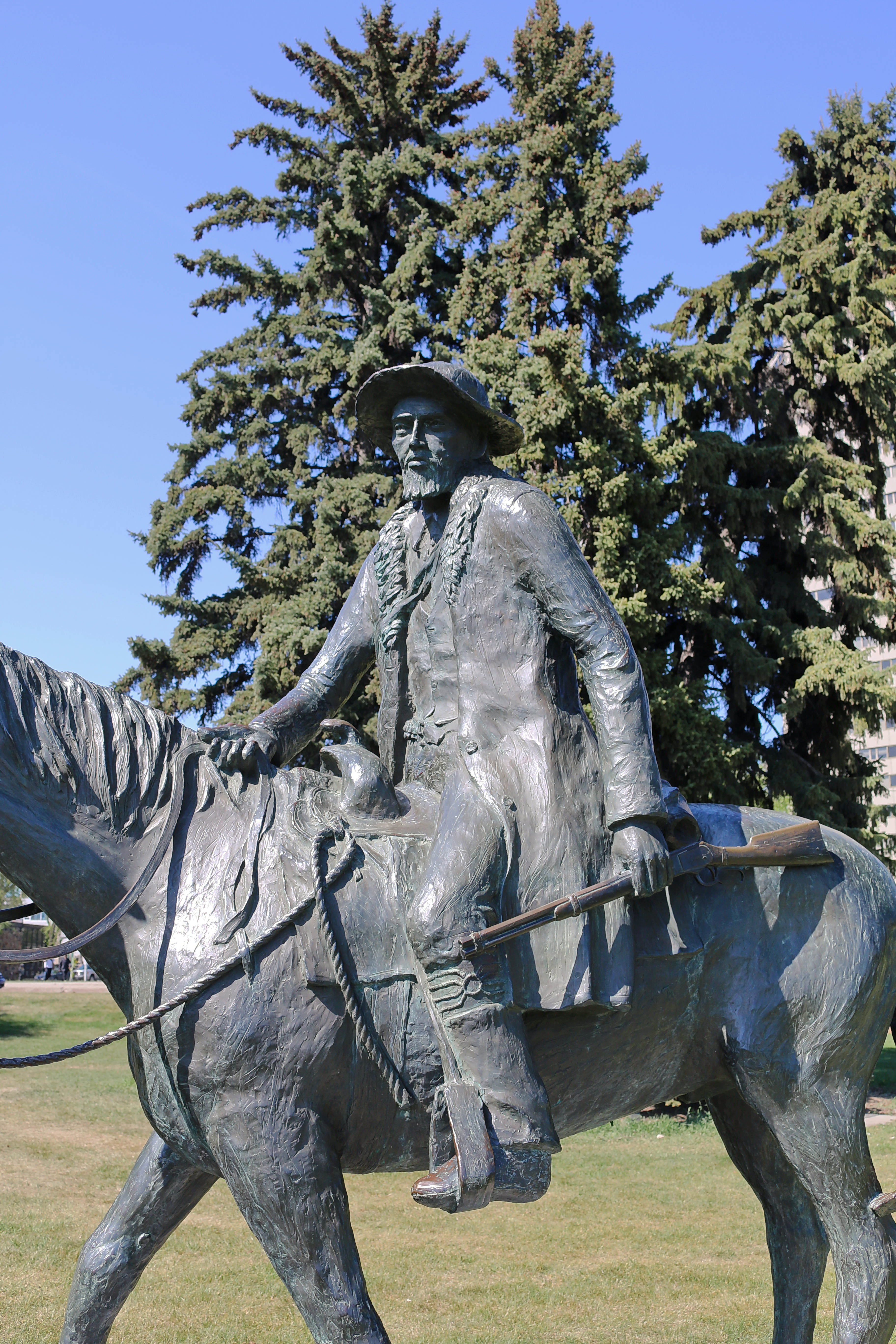
Габріель Дюмон, Парк дружби, Саскатун, Саскачеван, Канада

Габріель Дюмон (фр. Gabriel Dumont) (*грудня, 1837 — пом. 19 травня 1906) — лідер метиського населення канадських Північно-західних територій, генерал під час «Повстання в Північно-західних територіях» у 1885 р., учасник шоу «Дикий Захід» Баффало Білла у 1886 р.

## Біографія
Габріель Дюмон народився у франкомовній родині метисів Західної Канади. Дюмон був внуком франко-канадця Джона-Баптиста Дюмона і його сарсі-кроу дружини Жозет. Дюмон був другим сином Ісидора Дюмона (англ. Isidore Dumont) і Луїзи Лафрамбуаз (англ. Louise Laframboise).
В 1848 сім'я Дюмона переїхала на південь Саскачевану, в район сучасної Реджайни. Габріель Дюмон стає відомим і авторитетним мисливцем на американських бізонів. Він умів говорити шістьма мовами, зарекомендував себе як гарний перекладач, славний п'яниця і азартний гравець. Він зазвичай брав участь у сутичках з індійцями сіу, чорноногими та іншими індійськими групами.
У 1862 р. Дюмона вибирають керівником групи метисів, яку він приводить в район річки Північний Саскачеван недалеко від Форт-Карлтона. 1868 року вони засновують постійне поселення на річці Південний Саскачеван коло Батоша.
У 1873 р. Дюмон був обраний президентом Республіки Сен-Лоран, яка недовго проіснувала, але Дюмон продовжував керувати метисами в районі річки Південний Саскачеван.
Після придушення повстання на Ред-Рівері частина метисів Манітоби переселилась в долину річки Саскачеван, поктнувши рідні місця від утисків і репресій. Чисельність переселенців з Онтаріо і Європи стрімко зростала, канадський уряд планував прокласти через Саскачеван залізницю, а землі, які її оточували б, роздати залізничним компаніям і новим колоністам. 24 березня 1884 року в Батоші відбулись загальні збори метисів, які постановили звернутися за допомогою до Луї Ріеля, який проживав у Монтані. До Ріеля була направлена делегація, яку очолив Габріель Дюмон. У Саскачевані метиси організували тимчасовий уряд на чолі з Дюмоном.        
В озброєному повстанні взяли участь франкомовні метиси і частина индіанців крі, оджибве і ассінібойнів. Вороги Дюмона, в тому числі генерал Фредерік Міддлтон, який очолював частини регулярної армії й поліції в ході Північно-Західного повстання, були високої думки про його здібності полководця. Незважаючи на великі проблеми, значною мірою завдяки Дюмону метиси отримали кілька перемог у боях з поліцейськими та солдатами. Знаючи, що протистояти у боях проти регулярних частин британської армії метис не зможуть, він закликав до партизанської війни, здавши Батош і Сен-Лоран британцям. Але Дюмон зустрів опір Ріеля, який категорично не хотів залишати Батош, нову столицю метисів. Рієль також не дозволив йому пошкодити залізницю, щоб завадити руху противника.
У вирішальному бої, який відбувся з 9 по 12 березня неподалік Батоша, повстанці програли. Повстання було придушено.
Дюмон зміг уникнути полону і пробратися через Сайпрес-Хілл в Монтану, де здався американським кавалеристам.
Після капітуляції військовим США Дюмон недовго пробув арештованим — американський уряд вирішує, що він політичний біженець і звільняє його.
В 1886 р. Дюмон приєднався до знаменитого шоу «Дикий Захід» Буффало Білла (англ. Buffalo Bill's Wild West Show). В шоу він представлявся як лідер повстанців і відмінний стрілець. Уряд Канади оголосив загальну амністію влітку 1886 р., але Дюмон повернувся лише через два роки, коли виголосив промову в Монреалі. У 1893 Дюмон повернувся до Батоша, де отримав право на землю. Він повернувся до свого попереднього життя мисливця і фермера. Габріель Дюмон помер 19 травня 1906. 